# Payangan
Payanagan ist ein Distrikt (Kecamatan) im Regierungsbezirk (Kabupaten) Gianyar der indonesischen Provinz Bali. Der Binnendistrikt liegt im Nordwesten dieses Kabupaten und hatte Ende 2021 eine Fläche von rund 75 Quadratkilometern. Er grenzt im Südwesten (Kec. Abiansemal), (Kec. Petang) und Norden (Kec. Kintamani) an den Kabupaten Badung sowie Osten an Tegallalang. Payangan hat die größte Fläche und die geringste Bevölkerung im Kabupaten, er besteht aus neun Dörfern und 59 Dusun/Lingkungan (Ortschaften).

## Bevölkerung

### Detaillierte Einwohnerzahlen
| Kode          | Dorf                  | Einwohner Census 2010 | Einwohner Census 2020 | Fläche (km²) Ende 2021 | Einwohner Ende 2021 | Dichte Einw. pro km² |
| ------------- | --------------------- | --------------------- | --------------------- | ---------------------- | ------------------- | -------------------- |
| 51.04.07.2001 | Melinggih             | 6.337                 | 7.201                 | 4,69                   | 7.499               | 1.598,9              |
| 51.04.07.2002 | Kelusa                | 4.408                 | 4.726                 | 6,26                   | 4.791               | 765,3                |
| 51.04.07.2003 | Bukian                | 5.829                 | 6.647                 | 7,64                   | 6.900               | 903,1                |
| 51.04.07.2004 | Puhu                  | 5.617                 | 6.034                 | 13,4                   | 6.045               | 451,1                |
| 51.04.07.2005 | Buahan                | 3.258                 | 3.697                 | 6,97                   | 3.838               | 550,7                |
| 51.04.07.2006 | Kerta                 | 5.272                 | 5.541                 | 16,46                  | 5.592               | 339,7                |
| 51.04.07.2007 | Melinggih Kelod       | 4.026                 | 4.416                 | 4,11                   | 4.450               | 1.082,7              |
| 51.04.07.2008 | Buahan Kaja           | 4.010                 | 4.300                 | 13,71                  | 4.471               | 326,1                |
| 51.04.07.2009 | Bresela               | 2.417                 | 2.581                 | 2,1                    | 2.726               | 1.298,1              |
| 51.04.07      | Kecamatan Payangan000 | 41.164                | 45.143                | 75,34                  | 46.312              | 614,7                |
Ergebnisse aus Zählungen: 2010 und 2020 bzw. Fortschreibung

### Bevölkerungsentwicklung der letzten drei Halbjahre
| Datum      | Fläche (km²) | Einwohner | männlich | weiblich | Dichte (Einw./km²) | Sex Ratio |
| ---------- | ------------ | --------- | -------- | -------- | ------------------ | --------- |
| 31.12.2020 | 75,34        | 47.236    | 23.543   | 23.683   | 627,0              | 99,4      |
| 30.06.2021 | 75,34        | 47.190    | 23.518   | 23.672   | 626,4              | 99,4      |
| 31.12.2021 | 75,00        | 46.312    | 23.061   | 23.251   | 617,5              | 99,2      |
Fortschreibungsergebnisse